# Ivan Sutherland
Ivan Edward Sutherland (nascut el 16 de maig de 1938) és un informàtic estatunidenc i pioner d'Internet. També se'l considera generalment com a "pare dels gràfics per ordinador". La seva feina primerenca en gràfics per ordinador, així com la seva feina de professor amb David C. Evans sobre aquest tema a la Universitat de Utah a la dècada de 1970, fou pionera en aquest camp. Sutherland, Evans, i els seus estudiants d'aquella època van inventar molts dels fonaments dels gràfics per ordinadors moderns. Va rebre el premi Turing de l'ACM el 1988 per la invenció de l'Sketchpad, un predecessor del tipus d'interfície gràfica d'usuari que ara s'ha convertit en estàndard als ordinadors personals. És membre de l'Acadèmia Nacional d'Enginyeria i de l'Acadèmia Nacional de Ciències, entre molts altres honors. El 2012 va rebre el Premi Kyoto de Tecnologia Avançada per "pels assoliments pioners en el desenvolupament de gràfics per ordinadors i les interfícies interactives". A més a més, Sutherland va introduir conceptes com ara el modelat tridimensional de l'ordinador, simulacions visuals, disseny automatitzat (CAD) i la realitat virtual.

## Biografia
Ivan Sutherland es va endinsar en l'aprenentatge des que era molt petit. El seu pare, doctorat en enginyeria civil, i la seva mare, professora, van influir en que ell apreciés des de petit el procés d'aprendre. La seva assignatura preferida a batxillerat era geometria, i sempre pensava que "... si pogués pintar les solucions possibles, és més fàcil trobar la correcta." Ell s'ha descrit sempre com un pensador visual, i d'aquí el seu interès en gràfics d'ordinador.
La seva primera experiència amb ordinadors va ser amb un anomenat SIMON. Era un ordinador basat en la retransmissió de sis paraules amb dos bits de memòria. El primer gran programa d'ordinadors de Sutherland era fer que SIMON es dividís. Per a fer-ho possible, va afegir una parada condicional al conjunt d'instruccions de SIMON. Aquest programa era una gran obra ja que era el més llarg mai escrit per Simon, un total de cinc pàgines. Sutherland fou un dels pocs estudiants de batxillerat en haver escrit un programa de tals magnituds.
Va estudiar a la Universitat Carnegie Mellon (anteriorment "institut de Tecnologia Carnegie") amb un beca completa. Va aconseguir la seva diplomatura en enginyeria elèctrica i posteriorment va obtenir una llicenciatura a l'institut Tecnològic de California (Caltech). Pel seu doctorat va anar a l'institut Tecnològic de Massachusetts (MIT) on va desenvolupar la seva tesi, " Sketchpad: A Man-machine Graphical Communications System" traduït com "un sistema de comunicacions gràfiques humano-mecàniques) i al 1962, va inventar Sketchpad, que fou la primera interfície gràfica d'usuari. El professor Claude Shannon, li va oferir supervisar-li la tesi doctoral sobre dibuix per ordinador. Altres membres del seu comitè de tesi eren Marvin Minsky i Steven Coons. Va ser un programa innovador ja que va influir en formes alternatives d'interacció amb els ordinadors. Sketchpad podia acceptar restriccions i relacions específiques entre segments i arcs, incloent el diàmetre dels arcs. Podia dibuixar línies horitzontals i verticals i combinar-les en figures i formes. Les figures es podien copiar, moure, rotar o canviar de mida, mantenint les propietats bàsiques. Sketchpad també tenia el primer programa de dibuix de finestres i algorisme de retallada, que permetia el zoom. Va ser un programa únic, desenvolupat per l'ordinador model Lincoln TX-2, un ordinador que també era únic, i va influir l'oN-Line System de Douglas Engelbart. Sketchpad, alhora, va rebre influències del concepte Memex que havia imaginat Vannevar Bush en el seu influent article "As We May Think".
A principis dels anys 60, els ordinadors van començar a funcionar de manera tancada i van deixar de ser interactius. El TX-2 fou un ordinador en xarxa utilitzat per a investigar l'ús dels transistors de la barrera superficial pels circuits digitals. Va incloure una CRT de nou polzades i un bolígraf-làser que foren el que donaren la primera idea a Sutherland, ja que va començar pensant que una persona havia de poder dibuixar a l'ordinador. El Sketchpad podia fer això, creant dibuixos altament preciosos i exactes. També introduí innovacions importants, algunes com estructures de memòria per a emmagatzemar objectes i la capacitat d'enfocar dintre i fora. Sutherland va substituir J. C. R. Licklider com a cap de l'Oficina de Tècniques de Processament de la Informació al DARPA del Departament de Defensa dels Estats Units, quan Licklider va tornar a l'MIT el 1964.
Una vegada graduat, Sutherland es va allistar a l'exèrcit on va treballar a la National Security Agency (NSA) com a enginyer elèctric. L'any següent, Sutherland fou traspassat al Advanced Research Projects Agency (ARPA) del departament de defensa on va dirigir projectes d'investigació en conceptes de computació importants, tals com timesharing i intel·ligència artificial.
Entre 1965 i 1968, Sutherland fou professor associat d'Enginyeria Elèctrica a Harvard. La seva feina amb l'estudiant Danny Cohen el 1967, va tenir com a resultat el desenvolupament de l'algorisme de supressió de línies amagades de Cohen-Sutherland. El 1968, amb l'ajuda del seu estudiant Bob Sproull, va crear el primer sistema Head-Mounted display amb realitat virtual i realitat augmentada, anomenat L'espasa de Dàmocles. Al 1968 també va fundar Evans and Sutherland amb el seu amic i col·lega David C. Evans. L'empresa ha fet feina pionera en el camp de maquinari en temps real, gràfics 3D per ordinador i llenguatges per impressores. Entre els ex-empleats d'Evans and Sutherland hi ha els futurs fundadors d'Adobe (John Warnock) i Silicon Graphics (Jim Clark).
De 1968 a 1974, va ser professor a la universitat de Utah, creant una reputació de l'escola com a meca pels gràfics de l'ordinador. Alguns dels seus estudiants van ser Alan Kay, inventor del llenguatge Smalltalk, Henri Gouraud, que va idear la tècnica d'ombreig Gouraud, Frank Crow, que més endavant va desenvolupar mètodes d'antialiàsing i Edwin Catmull, científic expert en gràfics per ordinador, co-fundador de Pixar i ara president dels estudis d'animació de Walt Disney i Pixar.
Al 1976, Sutherland es va convertir en el cap del departament d'informàtica a Caltech. Allà va ajudar a fer el disseny de circuits integrats en una assignatura en l'acadèmia. Fins aleshores, el disseny de circuits era considerat massa mundà o massa difícil d'estudiar. Sutherland va ajudar a construir un camí per els avenços en el disseny de chips, que alternadament va propulsar l' "explosió" de chips a Sillicon Valley.
De 1974 a 1978 va tenir la càtedra Fletcher Jones d'Informàtica a l'Institut Tecnològic de Califòrnia, on va fundar-hi el departament d'Informàtica. Després va fundar una empresa de consultoria, Sutherland, Sproull and Associates, que fou adquirida per Sun Microsystems on va ser la llavor de la divisió de recerca, Sun Labs.
Sutherland va ser Fellow i vicepresident de Sun Microsystems. Sutherland va estar un temps de visiting scholar a la Divisió d'Informàtica de la Universitat de Califòrnia a Berkeley (tardor 2005–primavera 2008). El 28 de maig de 2006, Ivan Sutherland va casar-se amb Marly Roncken. Sutherland i Marly Roncken dirigeixen actualment la recerca en Sistemes Asíncrons a Portland State University.
Una curiositat és que el seu germà gran, Bert Sutherland, també és un investigador destacat en informàtica.
Encara que Sutherland és més conegut en el camp de gràfics, segueix sent un investigador important. El seu interès actual es troba en la tecnologia de hardware avançada, els sistemes anacrònics. Al llarg de la seva vida ha escrit prop de 49 publicacions. També cal destacar que té moltes patents, incloent funcions importants com ara Display Windowing by Clipping y Computer Clipping for Polygons. El seu perfil personal es pot trobar al lloc web SUN.
Al llarg dels anys, Ivan Edward Sutherland ha rebut molts premis per les seves contribucions a la informàtica.

## Patents
Sutherland té més de 60 patents, entre elles:
- US Patent 7,636,361 (2009) Apparatus and method for high-throughput asynchronous communication with flow control Arxivat 2017-03-08 a Wayback Machine.
- US Patent 7,417,993 (2008) Apparatus and method for high-throughput asynchronous communication Arxivat 2017-03-08 a Wayback Machine.
- US Patent 7,384,804 (2008) Method and apparatus for electronically aligning capacitively coupled mini-bars Arxivat 2017-03-08 a Wayback Machine.
- US patent 3,889,107 (1975) System of polygon sorting by dissection Arxivat 2018-12-16 a Wayback Machine.
- US patent 3,816,726 (1974) Computer Graphics Clipping System for Polygons Arxivat 2018-12-16 a Wayback Machine.
- US patent 3,732,557 (1973) Incremental Position-Indicating System Arxivat 2017-03-08 a Wayback Machine.
- US patent 3,684,876 (1972) Vector Computing System as for use in a Matrix Computer Arxivat 2017-03-09 a Wayback Machine.
- US patent 3,639,736 (1972) Display Windowing by Clipping Arxivat 2017-03-08 a Wayback Machine.

## Publicacions i enllaços externs
- SketchPad Arxivat 2011-07-08 a Wayback Machine., 2004 de "CAD software – history of CAD CAM" per CADAZZ (anglès)
- Tesi doctoral de Sutherland, el 1963 al Massachusetts Institute of Technology reeditat el 2003 per la Universitat de Cambridge com a Technical Report Number 574, Sketchpad, A Man-Machine Graphical Communication System. El seu director de tesi va ser Claude Shannon, pare de la teoria de la informació.
- Duchess Chips for Process-Specific Wire Capacitance Characterization, The Arxivat 2009-07-18 a Wayback Machine., per Jon Lexau, Jonathan Gainsley, Ann Coulthard and Ivan E. Sutherland, Sun Microsystems Laboratories Report Number TR-2001-100, octubre de 2001
- Technology And Courage per Ivan Sutherland, Sun Microsystems Laboratories Perspectives Essay Series, Perspectives-96-1 (abril de 1996)
- Biografia, "Ivan Sutherland" cap a 1996, hostatjat al College of Computing del Georgia Institute of Technology
- Counterflow Pipeline Processor Architecture Arxivat 2008-06-04 a Wayback Machine., per Ivan E. Sutherland, Charles E. Molnar, i Robert F. Sproull, Sun Microsystems Laboratories Report Number TR-94-25, abril de 1994
- Oral history interview with Ivan Sutherland al Charles Babbage Institute, Universitat de Minnesota, Minneapolis. Sutherland hi descriu la seva època com a cap de l'Oficina de Tècniques de Processament de la Informació (IPTO) entre 1963 i 1965. Parla dels programes tal com els havia deixat J. C. R. Licklider i les noves iniciatives que hi va endegar: projectes en gràfics i xarxes, l'ILLIAC IV, i el programa Macromodule.